# Герб Віани-ду-Алентежу
Ге́рб Віа́ни-ду-Аленте́жу — офіційний символ містечка Віана-ду-Алентежу, Португалія. Використовується як територіальний герб. У чорному щиті червоний щиток, на якому золотий лев, що здіймається на задні лапи. Обабіч нього два срібні щити із червоними тамплієрськими хрестами, а над і під ним — дві золоті шестикутні зірки Давида. Щит увінчує срібна мурована містечкова корона з чотирма вежами.  Під щитом біла стрічка, на якій великими літерами напис португальською: «Viana do Alentejo» (Віана-ду-Алентежу).  Офіційно затверджений 1935 року.  

## Галерея

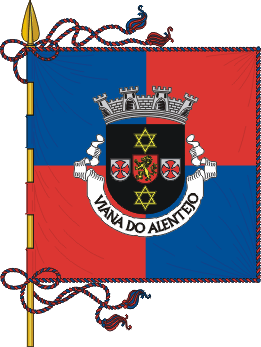
Прапор